# G显带

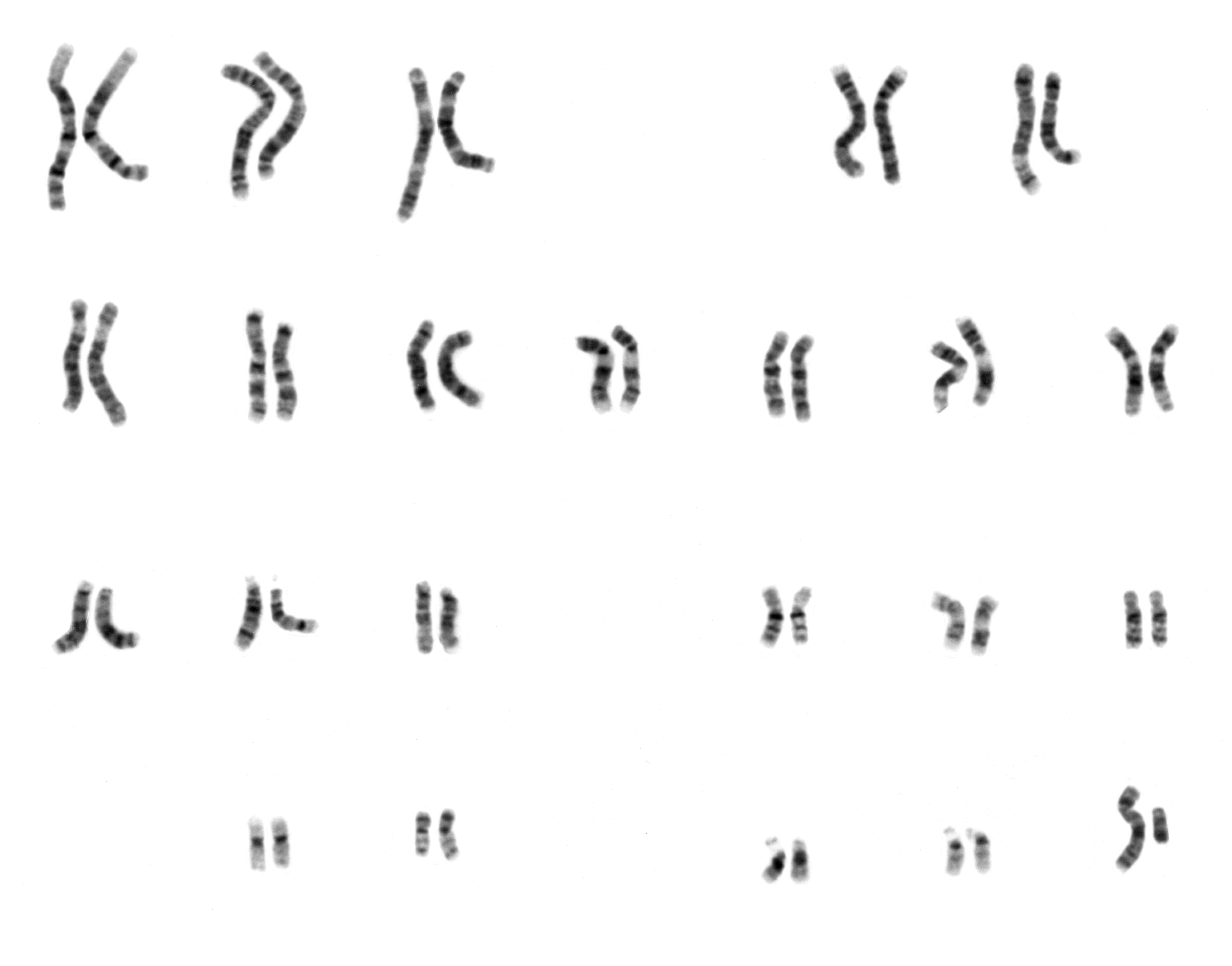
G-banding: karyogram of human male using Giemsa staining

G显带（G-banding；G banding；Giemsa banding）是一种染色体着色方法。通过这种方法可以了解染色体的情况。可以从中得到胎儿或者是癌细胞的染色体组型。科学家可以利用这种技术了解到诱变剂的作用，不但在试管里，还可以在活体里得到需要的数据。G 显带、G 显带或吉姆萨显带是细胞遗传学中用于通过染色浓缩染色体产生可见核型的技术。它可用于通过整个染色体补体的照片表示来识别遗传疾病。[1]用胰蛋白酶处理中期染色体（以部分消化染色体）并用吉姆萨染色剂染色。异染色质区域，往往富含腺嘌呤和胸腺嘧啶（AT 丰富）DNA 和相对缺乏基因，在 G 带中染色更深。相比之下，较少浓缩的染色质（常染色质）——往往富含鸟嘌呤和胞嘧啶（富含 GC）且转录活性更高——包含较少的吉姆萨染色，并且这些区域在 G 带中显示为光带。从着丝粒到端粒的染色体每条臂上的条带图案都被编号。这种编号系统允许精确识别和描述染色体上的任何条带。[2]在R-banding中获得 G-bands的倒数。条带可用于识别染色体异常，例如易位，因为每个染色体都有独特的明暗条带模式。

## 操作
首先将染色体样品在50°C的环境下放在一块热板上过夜，再用胰蛋白酶处理，以去除多余的蛋白质。之后用Giemsa染色，可以得到G显带条纹。这些条纹看上去与Q显带相似，但是原理却不一样。G显带因其高分辨率而更受欢迎。G显带技术细节，即究竟是DNA还是蛋白质被染色至今未明。但是普遍认为，G显带染色过程中使得某些蛋白质从染色体中分离。DNA蛋白质之间的相互关系会因为染色体不同的碱基构成而有别。在蛋白质-二硫化物丰富的部分，Giemsa染色受阻，此段就会成为亮纹，称阳性G显带。相反阴性G显带则出现在巯基（-SH）丰富的区段。